# Styringomyia luteipennis
Styringomyia luteipennis är en tvåvingeart som beskrevs av Alexander 1931. Styringomyia luteipennis ingår i släktet Styringomyia och familjen småharkrankar. Inga underarter finns listade i Catalogue of Life.